# Югоизточни равнини
Югоизточната равнина (на английски: Southeastern Plains) е равнина в югоизточната част на Съединените американски щати, част от Югоизточноамериканските равнини.
Тя представлява дълга ивица, обхождаща Апалачите и Пидмънт от юг и изток и спускаща се на юг и югоизток към Южната крайбрежна равнина и Средноатлантическата крайбрежна равнина, заемайки части от щатите Тенеси, Мисисипи, Луизиана, Алабама, Флорида, Джорджия, Южна Каролина, Северна Каролина, Вирджиния и Мериленд, както и основната част от Окръг Колумбия. Релефът е хълмист и силно разчленен, като в миналото равнината е заета от разнородни горски системи, а днес значителни площи се обработват и използват за пасища.